# Österbybruks herrgård
Österbybruks herrgård är en herrgård i Österbybruk i Films socken i Östhammars kommun. Huvudbyggnaden är av sten i två våningar med mansardtak, samt ett framskjutande tresidigt mittparti med kupoltak. Den påbörjades 1763 och färdigställdes omkring 1780, efter ritningar av Elias Kessler och Erik Palmstedt. Trädgården ritades av Carl Hårleman. Herrgårdens äldsta delar är dess båda flyglar av sten som uppfördes på 1730-talet. Den östra flygeln fungerade ursprungligen som bostad för Antoine De Geer. Den västra flygeln inrymmer ett kapell.

## Ägare
- Louis De Geer 1643-1652
- Laurent De Geer 1652-1666
- Gérard De Geer 1666-1687
- Louis De Geer 1687-1731
- Hans systrar Maria Kristina och Margareta Elisabet 1731
- Jean Jacques De Geer 1731-1738
- Antoine De Geer 1738-1756
- Charles De Geer 1756-1758
- Claes Grill (död 1767) och Johan Abraham Grill (död 1799) 1758-1799
- Per Adolf Tamm 1802-1856[3]
- Claës Gustaf Adolf Tamm 1856-
- AB Österby Bruk 1876-1916
- Gimo-Österby Bruks AB 1916-1927
- Fagersta Bruks AB 1927-

## Äldre bilder av Österbybruks herrgård

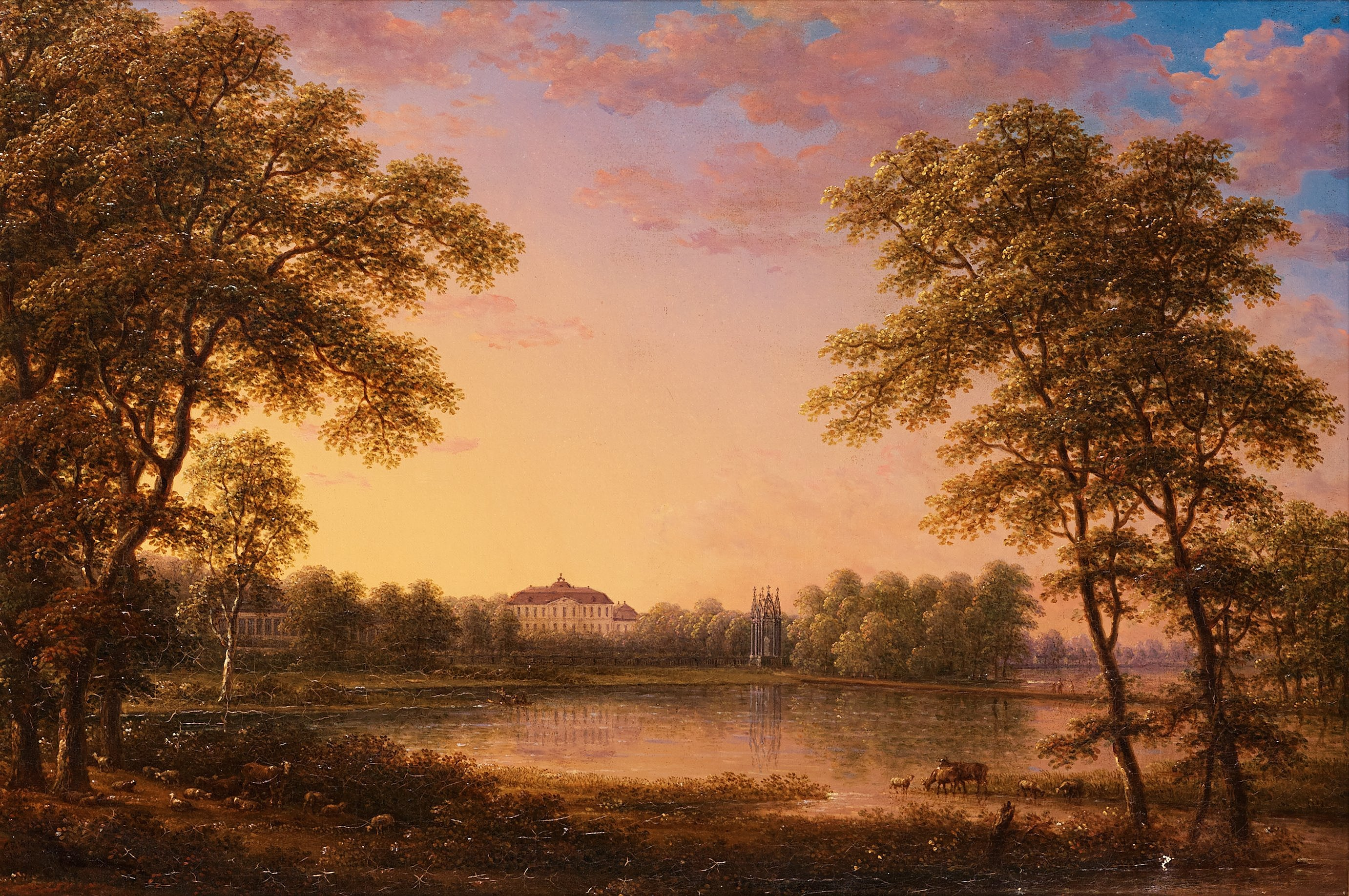
Österbybruks herrgård från söder år 1842, oljemålning av Carl Johan Fahlcrantz (1774-1861).
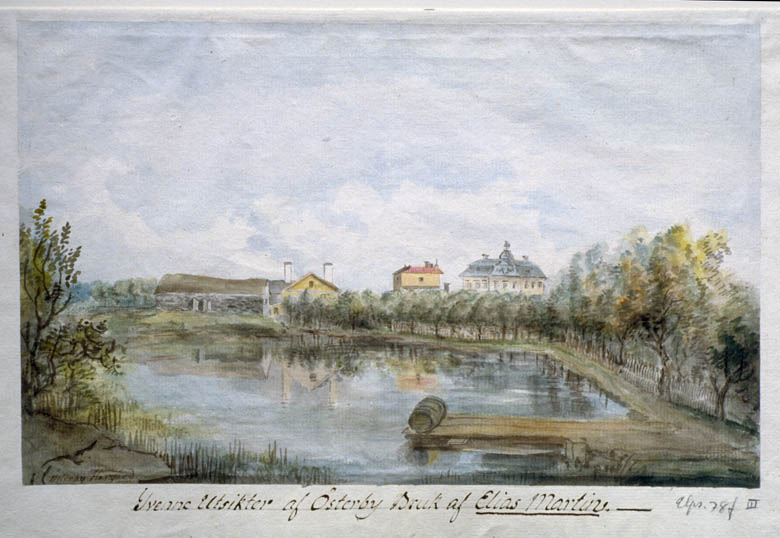
Vy mot herrgården i Österby på 1790-talet. Akvarellerad pennteckning av Elias Martin (1739-1818).
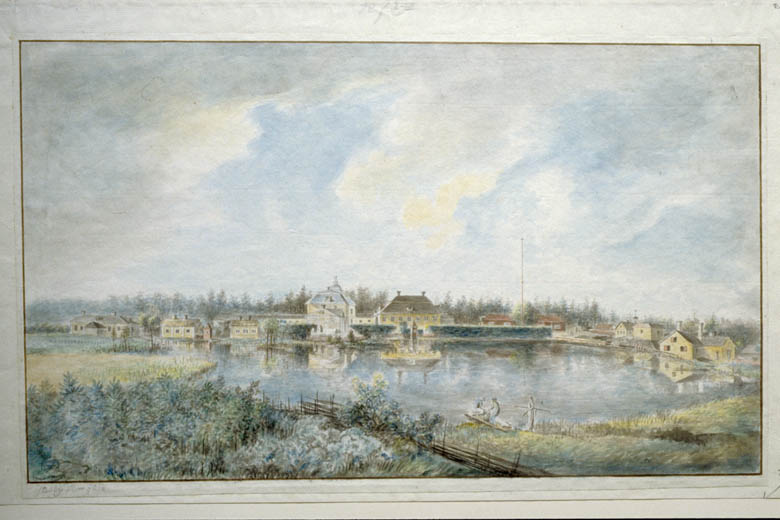
Vy mot herrgården och hammaren i Österby på 1790-talet. Akvarellerad pennteckning av Elias Martin.
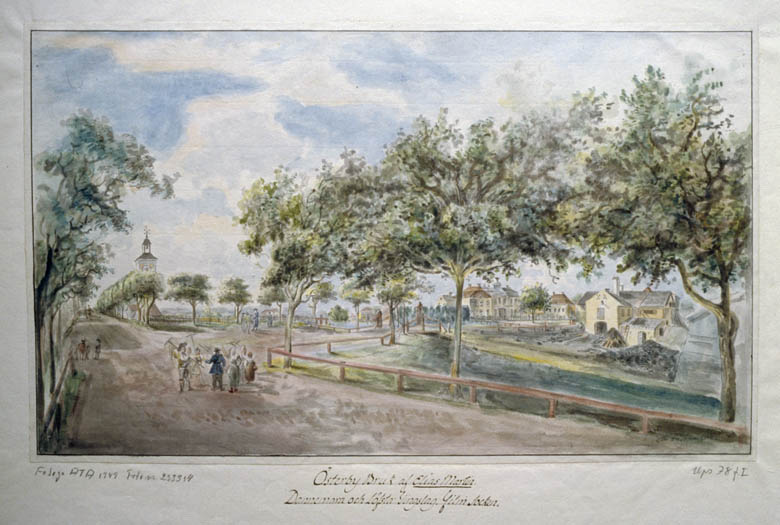
Vy mot klockstapel, herrgård och hammare i Österby på 1790-talet. Akvarellerad pennteckning av Elias Martin.